# 헬마우스
헬마우스는 대한민국의 유튜브 채널로 2019년 9월 9일에 설립되었다. 유튜브 채널에 올라가있는 다양한 가짜뉴스를 비판하는 목적으로 개설되었다.
헬마우스는 120만원의 벌금형을 받았다.